# 弘長寺
弘長寺（こうちょうじ）は長野県松本市にある真言宗智山派の寺院。山号は赤木山。本尊は不動明王。
信濃のアジサイ寺として有名。

## 歴史
鎌倉時代、松本盆地一帯は鎌倉幕府の直轄地になっており、北条時頼六男の相模六郎北条政頼（幼名 赤木丸）が筑摩郡良田郷に派遣されていたが、弘長元年（1261年）に病死し、若くして亡くなった我が子を哀れに思った時頼が、高野山報恩院の開祖憲深の弟子、憲正大阿闍梨を派遣し、同3年（1263年）に政頼を弔うために建てたのがはじまりとされる。
この時の年号が弘長であったことから寺号を弘長寺とし、憲正が加賀国の出身であったので、白山権現を鎮守とし勧請して西側にこの寺を建立した。地方の寺院の寺号に年号と同じものを許されたのは極めて稀なことであり、当初の規模は現在より大きかったものと推定される。

## 文化財
2度の火災に遭い、鎌倉時代の建物は悉く焼失し、現在地に移ったのは寛永3年（1626年）だが、室町時代の宝篋印塔や、地元寿地区内で最も古い石幢等が境内にある。札所本尊である十一面観世音菩薩は石像で、「空也厄除作 天徳三年 小野道風持」の銘がある。

## 所在地
松本市寿小赤2004

## 交通アクセス
- JR篠ノ井線村井駅または広丘駅から車10分
- 長野自動車道塩尻北インターから車10分